# Elvira Menéndez de Melanda
Elvira Menéndez (Lleó, m. 1022) va ser reina consort de Lleó (v 1010-1022).
Filla del comte gallec Menendo González i la seva esposa Tutadomna, tutors d'Alfons V de Lleó. No es tenen dades sobre la infantesa i joventut. El 1013 va ser casada amb el rei, que va significar la recuperació i el reforçament de les relacions entre la monarquia i la noblesa gallega contra una possible rebel·lió dels nobles lleonesos.
Els fills del matrimoni van ser:
- Sança (1014-1067). Reina de Lleó.
- Beremund III (1017-1037). Rei de Lleó.